# Ryan Sissons
Ryan Sissons, né le 24 juin 1988 à Bulawayo au Zimbabwe, est un triathlète professionnel néo-zélandais, double champion de triathlon courte distance de Nouvelle-Zélande.

## Palmarès
Le tableau présente les résultats les plus significatifs (podium) obtenus sur le circuit national et international de triathlon depuis 2010,.
| Année | Compétition                                        | Pays             | Position           | Temps           |
| ----- | -------------------------------------------------- | ---------------- | ------------------ | --------------- |
| 2020  | Coupe du monde - l'étape sprint de Mooloolaba      | Australie        | Médaille d'or      | 0 h 51 min 50 s |
| 2018  | Grand Prix de triathlon - Étape de Paris           | France           | Médaille d'or      | Timing          |
| 2017  | Grand Prix de triathlon - Étape de Embrun          | France           | Médaille d'argent  | Timing          |
| 2017  | WTS Hambourg                                       | Allemagne        | Médaille de bronze | 0 h 54 min 23 s |
| 2017  | Championnats d'Océanie sprint                      | Nouvelle-Zélande | Médaille d'or      | 1 h 0 min 34 s  |
| 2017  | Coupe du monde - l'étape de Madrid                 | Espagne          | Médaille d'or      | 1 h 53 min 0 s  |
| 2017  | Coupe du monde - l'étape sprint de New Plymouth    | Nouvelle-Zélande | Médaille de bronze | 0 h 54 min 46 s |
| 2016  | Championnat de Nouvelle-Zélande                    | Nouvelle-Zélande | Médaille d'or      | 1 h 1 min 36 s  |
| 2015  | Coupe d'Europe - l'étape sprint de Holten          | Pays-Bas         | Médaille d'argent  | 0 h 55 min 30 s |
| 2015  | Coupe d'Océanie - l'étape super sprint de Takapun  | Nouvelle-Zélande | Médaille d'or      | 0 h 27 min 7 s  |
| 2015  | Championnat d'Océanie                              | Australie        | Médaille de bronze | 2 h 0 min 1 s   |
| 2013  | Championnats du monde de triathlon en relais mixte | Allemagne        | Médaille d'argent  | 1 h 18 min 14 s |
| 2013  | Championnat de Nouvelle-Zélande                    | Nouvelle-Zélande | Médaille d'or      | 0 h 58 min 9 s  |
| 2012  | Coupe du monde - l'étape de Huatulco               | Mexique          | Médaille d'argent  | 2 h 2 min 50 s  |
| 2010  | Championnats du monde de triathlon en relais mixte | Suisse           | Médaille de bronze | 1 h 14 min 11 s |